# Digonogastra molesta
Digonogastra molesta är en stekelart som först beskrevs av Cameron 1887.  Digonogastra molesta ingår i släktet Digonogastra och familjen bracksteklar. Inga underarter finns listade i Catalogue of Life.